# François Paradis
Pour les articles homonymes, voir Paradis (homonymie).
François Paradis, né le 26 mars 1957 à Sorel (Québec), est un journaliste, animateur de télévision et de radio et homme politique québécois,  président de l'Assemblée nationale du Québec de 2018 à 2022.
Il est élu député de Lévis à l'Assemblée nationale du Québec lors de l'élection partielle de 2014, qu'il remporte avec plus de 46 % des suffrages sous la bannière de la Coalition avenir Québec (CAQ). Réélu en 2018, il ne se représente pas à la fin de ce second mandat.

## Biographie
Détenteur d’un baccalauréat en sciences politiques et en journalisme de l’Université Laval et diplômé du Centre de perfectionnement des journalistes de Paris, il a fait sa marque en animation, en journalisme et en réalisation d’émissions d’affaires publiques et d’information. 

### Télévision
Il travaille, entre autres, au réseau TVA, Radiomutuel, Radiomédia  et Radio-Canada. Il y est, notamment animateur des émissions : 
- Café Show
- L'enfer ou le paradis
- Question santé
- Citémag Québec
- Première ligne (1993 - 1996)
- TVA en direct.com (2003 - 2012)

### Radio
François Paradis anime en février 2013 une émission quotidienne à la radio au 106,9 fm Mauricie (Trois-Rivières) les jours de semaine, de midi à 14 h : Paradis le midi. Un retour aux sources pour lui en Mauricie puisqu'il a déjà fait de la radio dans le passé. Au cours de sa carrière, il cumule également de l'expérience dans différentes stations de radio au Québec.

### Livre
Le 24 septembre 2014, il publie un livre intitulé Ma job ou ma vie... dans lequel il relate son combat contre le cancer des cordes vocales. Il traite la question comme une « décision lourde de conséquences. » Il mentionne notamment que « Pour tenter de sauver sa vie, il a mis ses activités professionnelles entre parenthèses, avec les risques d’oubli que cela comporte pour une personnalité publique. » Louis Cornellier, dans Le Devoir, souligne le « ton intime et chaleureux » avec lequel il « évoque ses inquiétudes, ses peurs, ses questionnements et ses espoirs ». La publication de son livre reçoit une certaine couverture médiatique, notamment avec des entrevues à la radio et une couverture dans les grands quotidiens.

### Vie politique
Le 21 septembre 2014, il est annoncé comme candidat de la Coalition avenir Québec à l'élection partielle de Lévis. Cette élection vise à remplacer Christian Dubé qui a quitté la vie politique pour devenir premier vice-président de la section Québec de la Caisse de dépôt et placement du Québec seulement quatre mois après sa réélection. Le 20 octobre 2014, il est élu député de Lévis à l'Assemblée nationale du Québec avec 10 110 voix (46,79 %), une confortable majorité de 3 096 votes sur sa plus proche rivale, Janet Jones du Parti libéral du Québec.
Dès son entrée à l'Assemblée nationale, il devient le porte-parole du deuxième groupe d'opposition pour les aînés et membre de la Commission de la santé et des services sociaux. Puis, le 19 décembre 2014, après une refonte du cabinet fantôme de la deuxième opposition, il se voit octroyer des responsabilités additionnelles. Il devient porte-parole du deuxième groupe d'opposition en matière de santé et de services sociaux et en matière de santé publique. À cet égard, il a sévèrement critiqué le gouvernement sur le dossier des gicleurs dans la résidences pour aînés, révélant que seulement dix résidences en avaient installés, un an après l'incendie majeur de la Résidence du Havre. À la fin de la session parlementaire, les médias ont reconnu « [qu'il] a vite montré des talents de parlementaire », tout en notant qu'« [il] a tapé dans le mille en dénonçant le racket syndiqué des bains aux personnes âgées, confinées dans les centres de soins de longue durée. »
Il est réélu lors des élections de 2018 alors que son parti obtient un gouvernement majoritaire. Le 27 novembre 2018, il est élu par ses pairs président de l'Assemblée nationale du Québec.
Le 3 juin 2022, à la fin de la session parlementaire, il annonce qu'il ne présentera pas sa candidature pour l'élection provinciale de l'automne 2022,.

### Vie privée
Il est le père d'un garçon.

## Résultats électoraux
|                                                                                               | Nom                        | Parti               | Nombre de voix | %      | Maj.   |
| --------------------------------------------------------------------------------------------- | -------------------------- | ------------------- | -------------- | ------ | ------ |
|                                                                                               | François Paradis (sortant) | Coalition avenir    | 19 417         | 57,3 % | 14 516 |
|                                                                                               | Abdulkadir Abkey           | Libéral             | 4 901          | 14,5 % | -      |
|                                                                                               | Georges Goma               | Québec solidaire    | 3 979          | 11,7 % | -      |
|                                                                                               | Pierre-Gilles Morel        | Parti québécois     | 3 475          | 10,3 % | -      |
|                                                                                               | Michel Walters             | Conservateur        | 931            | 2,7 %  | -      |
|                                                                                               | Maude Bussière             | Vert                | 698            | 2,1 %  | -      |
|                                                                                               | Lorraine Chartier          | NPD Québec          | 200            | 0,6 %  | -      |
|                                                                                               | Nancy Fournier             | Citoyens au pouvoir | 174            | 0,5 %  | -      |
|                                                                                               | Stéphane L'heureux-Blouin  | Bloc pot            | 116            | 0,3 %  | -      |
| Total                                                                                         | Total                      | Total               | 33 891         | 100 %  |        |
| Le taux de participation lors de l'élection était de 71,4 % et 525 bulletins ont été rejetés. |                            |                     |                |        |        |

|                                                                                               | Nom                      | Parti                        | Nombre de voix | %      | Maj.  |
| --------------------------------------------------------------------------------------------- | ------------------------ | ---------------------------- | -------------- | ------ | ----- |
|                                                                                               | François Paradis         | Coalition avenir             | 10 110         | 46,8 % | 3 096 |
|                                                                                               | Janet Jones              | Libéral                      | 7 014          | 32,5 % | -     |
|                                                                                               | Alexandre Bégin          | Parti québécois              | 1 788          | 8,3 %  | -     |
|                                                                                               | Yv Bonnier Viger         | Québec solidaire             | 1 654          | 7,7 %  | -     |
|                                                                                               | Adrien D. Pouliot        | Conservateur                 | 503            | 2,3 %  | -     |
|                                                                                               | Alex Tyrrell             | Vert                         | 238            | 1,1 %  | -     |
|                                                                                               | François Thériault       | Option nationale             | 168            | 0,8 %  | -     |
|                                                                                               | Maxime Lapointe          | Indépendant                  | 60             | 0,3 %  | -     |
|                                                                                               | Daniel Lachance          | Unité nationale              | 30             | 0,1 %  | -     |
|                                                                                               | Grégoire Bonneau-Fortier | Parti indépendantiste (2008) | 27             | 0,1 %  | -     |
|                                                                                               | Guy Boivin               | Équipe autonomiste           | 13             | 0,1 %  | -     |
| Total                                                                                         | Total                    | Total                        | 21 605         | 100 %  |       |
| Le taux de participation lors de l'élection était de 46,3 % et 165 bulletins ont été rejetés. |                          |                              |                |        |       |